# Лачинер, Седат
Седат Лачинер (тур. Sedat Laçiner, род. 1972, Кырыккале) — турецкий преподаватель, колумнист и писатель, специалист по международным отношениям и Среднему Востоку. В 2011—2015 годах занимал должность ректора университета 18 марта в Чанаккале.

## Биография
В 1994 году окончил Анкарский университет, затем получил степень магистра с отличием в Шеффилдском университете и степень доктора философии в Королевском колледже Лодона.
С 2001 года Лачинер преподавал в университете 18 марта в Чанаккале. В 2011 году был назначен его ректором, занимал эту должность до 2015 года.
Помимо этого Лачинер является редактором журналов «Journal of Administrative Studies» и «Review of International Law and Politics», регулярно выступает на TRT и других каналах, а также на радио. Лачинер является председателем «Journal of Turkish Weekly», ведёт колонку в турецкой газете Star и занимает должность главного координатора турецкого аналитического центра «Организация международных стратегических исследований».
Входит в совет высшего образования. Владеет турецким и английским языками.

## Книги Лачинера Седата
- Financing The PKK Terrorism and Drug Trafficking, 2016
- Turkish — Polish Relations: Past, Present and Future, 2015
- European Union with Turkey — 2005
- Turkey And The World: a complete English bibliography of Turkey and Turks — 2001
- From Kemalism to Ozalism the ideological evolution of Turkish foreign policy — 2001

## Статьи Лачинера Седата
- Допустим, не было никакого «Эргенекона»
- Правительство Турции предлагает новую стратегию в борьбе с террором
- Переговоры Оджалана с турецкой разведкой